# Jane Sym
Jane Sym Mackenzie, née le 22 mars 1825 à Perthshire en Écosse et décédée le 30 mars 1893 à Toronto, fut la femme d'Alexander Mackenzie, le 2e premier ministre du Canada, qu'elle avait épousé en 1842.